# Mario Torelli

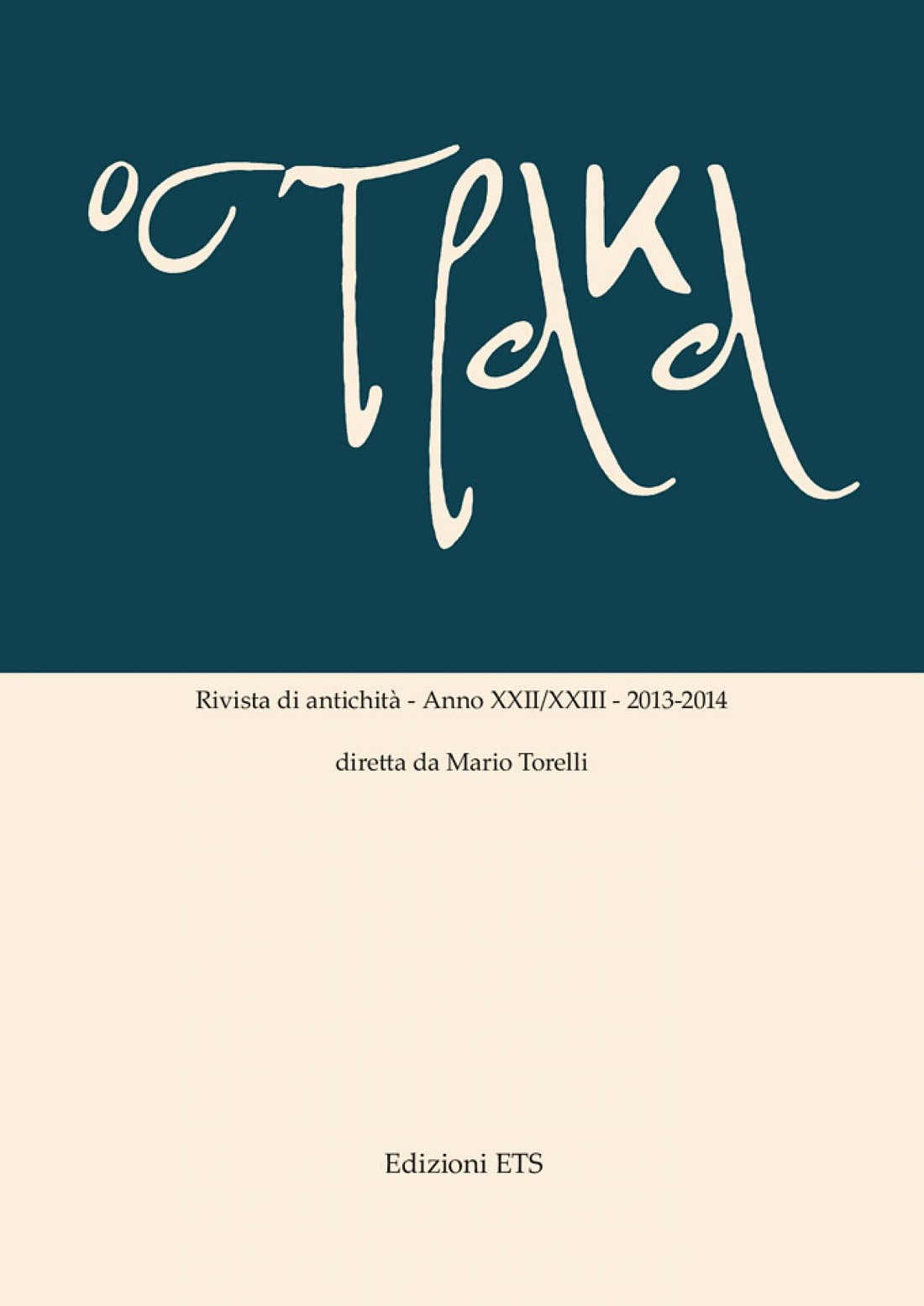
Sammelband der Zeitschrift Ostraka, herausgegeben von Mario Torelli

Mario Torelli (* 12. Mai 1937 in Rom; † 15. September 2020 in Scicli) war ein italienischer Archäologe und Etruskologe. Er war zuletzt Professor für Klassische Archäologie und Alte Geschichte an der Universität Perugia und seit 2010 im Ruhestand.

## Leben und Werk
Torelli schloss 1960 an der Universität La Sapienza in Rom ein Studium in Klassischer Literatur mit summa cum laude ab und verfasste dazu eine Arbeit mit dem Titel Falerii Veteres über das antike Falerii. Von 1960 bis 1962 war er Assistent des Zentrums für Altertümer und Kunstgeschichte des Nahen Ostens (Centro per le Antichità e la Storia dell’Arte del Vicino Oriente) unter der Leitung von Massimo Pallottino und Sabatino Moscati. Von 1964 bis 1969 war er archäologischer Inspektor bei der Oberaufsicht für Altertümer von Südetrurien (Soprintendenza alle Antichità dell’Etruria Meridionale). In dieser Zeit war er u. a. zuständig für das Museo Nazionale Etrusco di Villa Giulia in Rom und die Ausgrabungen in Veii und Gravisca.
1969 erhielt Torelli einen Lehrstuhl für Archäologie und Geschichte der griechischen und römischen Kunst an der Universität Cagliari, den er bis 1973 innehatte. Bis 1975 lehrte er in Cagliari als außerordentlicher Professor. 1975 wechselte er an die Universität von Perugia und lehrte dort zunächst ebenfalls als außerordentlicher Professor. 1976 erhielt er in Perugia einen Lehrstuhl und lehrte dort bis 2010 als ordentlicher Professor für Archäologie und Geschichte der griechischen und römischen Kunst. Daneben erhielt er Lehraufträge für die Archäologie der Magna Graecia (1995–2000) und für Etruskologie und italische Archäologie (2000–2010).
Torelli war beteiligt an Ausgrabungen in der Villa von Nero von Subiaco (1957), in der römischen Stadt Trebula Mutuesca bei Monteleone Sabino (1958–1959), in den nubischen Städten Sabagura und Ikhmindi (1960) und in der Nekropole von Veii (1961). Er leitete die Ausgrabungen des etruskischen Menrva-Heiligtums von Punta della Vipera bei Santa Marinella (1964–1966), des etruskischen Heiligtums von Porta Caere in Veii (1966–1969), des griechischen Heiligtums von Gravisca, des alten Hafens von Tarquinia (1969–1979), des Venus-Heiligtums bei Paestum (1982–1985), des Demeter-Heiligtums (1985–1986) und der Agora von Herakleia (1987–1991). Zwischen 1990 und 1991 verbrachte Torelli ein akademisches Jahr als Gast am Getty Center für die Geschichte der Kunst und Geisteswissenschaften (Getty Center for the History of Art and the Humanities) in Santa Monica.
Von 1976 bis 1987 war Torelli Direktor des Instituts für Archäologie (Istituto di Archeologia) der Universität Perugia und von 1994 bis 1997 des Instituts für Vergleichende Studien über antike Gesellschaften (Istituto di Studi Comparati sulle Società Antiche) und seit 1999 Koordinator der Sektion für Vergleichende Studien über antike Gesellschaften der Abteilung für historisch-künstlerische Studien (Studi Comparati sulle Società Antiche del Dipartimento di Studi Storico-Artistici). Ab 2001 koordinierte er das Exzellenzzentrum für die Diagnostik des kulturellen Erbes (Centro di Eccellenza per la Diagnostica dei Beni Culturali), das vom italienischen Ministerium für Bildung, Universitäten und Forschung an der Universität Perugia eingerichtet worden war. Torelli wirkte an zahlreichen archäologischen Ausstellungen in Italien und im Ausland mit. Anlässlich des italienischen „Jahres der Etrusker“ (Anno degli Etruschi) koordinierte er 1985 die neun zugehörigen Ausstellungen in der Toskana. 2000 gestaltete er die Ausstellung „Die Etrusker“ (Gli Etruschi) im Palazzo Grassi in Venedig, die zwischen November 2000 bis Juli 2001 stattfand. 2006 kuratierte er im Kolosseum in Rom die Ausstellung „Die Ilias“ (L’Iliade).
Torelli verfasste zahlreiche Artikel für die Tages- und Zeitschriftenpresse. Von 1981 bis 1988 arbeitete er regelmäßig als Autor für die Tageszeitung Il Messaggero in Rom. Seit 1992 war er Herausgeber der wissenschaftlichen Zeitschrift Ostraka. Zwischen 2000 und 2001 war er als Autor für die Tageszeitung La Stampa in Turin tätig. Torelli hielt Vorträge an Universitäten und Forschungsinstituten in Italien, Frankreich, England, Spanien, der Schweiz, Deutschland, Dänemark, Schweden, Finnland, Rumänien, den Vereinigten Staaten, Kanada und Australien und wurde zu Kongressen, Studienkonferenzen und internationalen Seminaren in Italien, Frankreich, Deutschland, England, den Vereinigten Staaten, Spanien, Finnland, Bulgarien und der ehemaligen Tschechoslowakei eingeladen. 2014 erhielt Torelli den Balzan-Preis der Internationalen Balzan-Stiftung, der seit 1961 für weltweit herausragende Wissenschaftler und Persönlichkeiten aus Kunst und Kultur verliehen wird.

## Gastprofessuren und -dozenturen
- 1974: University of Colorado in Boulder
- 1978: University of Michigan in Ann Arbor
- 1979: University of California in Irvine
- 1982: Institute for Advanced Study in Princeton
- 1984: École normale supérieure in Paris
- 1985: Université Paris 1 Panthéon-Sorbonne
- 1986: Collège de France in Paris
- 1988: University of Oxford
- 1993: University of Bristol

## Mitgliedschaften
- Ordentliches Mitglied der Academia Europaea (2000)[4]
- Ordentliches Mitglied der Accademia Nazionale dei Lincei
- Ordentliches Mitglied und Vorstandsmitglied des Istituto Nazionale di Studi Etruschi ed Italici
- Korrespondierendes Mitglied der Akademie der Wissenschaften von Turin
- Korrespondierendes Mitglied des Deutschen Archäologischen Instituts
- Ehrenmitglied der British School at Rome
- Ehrenmitglied des Archaeological Institute of America
- Ehrenmitglied der Accademia Pietro Vannucci von Perugia
- Akademisches Mitglied der Accademia dei Sepolti von Volterra
- Mitglied des internationalen wissenschaftlichen Komitees der Fachzeitschrift Revue archéologique
- Mitglied des Archivo Español de Arqueología in Madrid
- Mitglied des internationalen Teams des Thesaurus Cultus et Rituum Antiquorum

## Ehrendoktorate
- Universität Tübingen in Deutschland
- Universität Jaén in Spanien

## Veröffentlichungen (Auswahl)
- mit Edda Bresciani, Sergio Donadoni, Anna Maria Roveri, Arturo Stenico (Hrsg.): Sabagūra. 1960. Centro per le Antichità e la dell’Arte del Vicino Oriente, Rom 1962.
- Il santuario di Hera a Gravisca. In: La Parola del Passato. 26, 1971, S. 44–67.
- Elogia tarquiniensia. Sansoni, Florenz 1975.
- Gravisca or Graviscae, Latium, Italy. In: Richard Stillwell u. a. (Hrsg.): The Princeton Encyclopedia of Classical Sites. Princeton University Press, Princeton 1976, ISBN 0691035423.
- Etruria. Editori Laterza, Rom 1980.
- Necropoli dell’Italia antica. Touring Club Italiano 1982.
- mit Emanuele Greco: Storia dell’urbanistica: Il mondo Greco. Editori Laterza, Rom 1983, ISBN 884202290X.
- Storia degli etruschi. 11. Auflage. Edizioni Club degli Editori 2005 1984, ISBN 88-420-5222-1.
- Lavinio e Roma: riti iniziatici e matrimonio tra storia e archeologia. Quasar, Rome 1984, ISBN 8885020550.
- L’arte degli etruschi. 5. Auflage. Editori Laterza, Rom 1998 1985, ISBN 8842055190.
- La Società etrusca: l’eta arcaica e l’età Classica. Carocci, Rom 1987, ISBN 8843009745.
- mit Pierre Gros: Storia dell’urbanistica: il mondo romano. 3. Auflage. Editori Laterza, Rom 2007 1988, ISBN 8842080446.
- mit Alessandra Uncini: Museo del vino di Torgiano. Materiali archeologici. Electa Editori Umbri Associati, Perugia 1991, ISBN 8843536249.
- Atlante dei siti archeologici della Toscana. L’Erma di Bretschneider, Florenz 1992, ISBN 8870627853.
- Diribitorium. In: Eva Margareta Steinby (Hrsg.): Lexicon Topographicum Urbis Romae. Band 2, Quasar, Rom 1995, S. 17–18.
- Il rango, il rito e l’immagine: alle origini della rappresentazione storica romana. Mondadori Electa, Mailand 1997, ISBN 884355882X.
- Gli Etruschi. Bompiani, Mailand 2000, ISBN 8845245640.
- Arte etrusca. Giunti Editore, Florenz 2001, ISBN 8809020537.
- mit Vincenzo Scarano Ussani: La Tabula Cortonensis. Un documento giuridico, storico e sociale. Loffredo, Neapel 2003, ISBN 8880969552.
- mit Maria Grazia Marchetti Lungarotti: Vino: tra mito e cultura. Skira, Mailand 2006, ISBN 88-8491-886-3.
- Le strategie di Kleitias. Composizione e programma figurativo del vaso François. Mondadori Electa, Mailand 2007, ISBN 9788837054236.
- Dei e artigiani. Archeologia delle colonie greche d’Occidente. Editori Laterza, Rom 2011, ISBN 9788842095101.
- La forza della tradizione. Etruria e Roma: continuità e discontinuità agli albori della storia. Longanesi, Mailand 2011, ISBN 9788830427341.
- Significare. Scritti Vari di Ermeneutica Archeologica. Fabrizio Serra Editore, Pisa/Rom 2012, ISBN 9788862274074.